# Rod Pelley
Rod Pelley, född 1 september 1984, är en kanadensisk professionell ishockeyspelare som spelar för det amerikanska ishockeylaget New Jersey Devils i NHL. Han har tidigare spelat för Anaheim Ducks.

## Statistik
BCHL = British Columbia Hockey League

### Klubbkarriär
| 2000–01    | Prince George Spruce Kings | BCHL       | 37  | 21 | 35 | 56 | 33  | — | — | — | — | — |
| 2001–02    | Prince George Spruce Kings | BCHL       | 37  | 21 | 35 | 56 | 33  | — | — | — | — | — |
| 2002–03    | Ohio State Buckeyes        | NCAA       | 43  | 8  | 3  | 11 | 26  | — | — | — | — | — |
| 2003–04    | Ohio State Buckeyes        | NCAA       | 42  | 10 | 12 | 22 | 38  | — | — | — | — | — |
| 2004–05    | Ohio State Buckeyes        | NCAA       | 41  | 22 | 19 | 41 | 54  | — | — | — | — | — |
| 2005–06    | Ohio State Buckeyes        | NCAA       | 39  | 7  | 7  | 14 | 42  | — | — | — | — | — |
| 2006–07    | Lowell Devils              | AHL        | 65  | 17 | 12 | 29 | 35  | — | — | — | — | — |
| 2006–07    | New Jersey Devils          | NHL        | 9   | 0  | 0  | 0  | 0   | — | — | — | — | — |
| 2007-08    | New Jersey Devils          | NHL        | 58  | 2  | 4  | 6  | 19  | — | — | — | — | — |
| 2007–08    | Lowell Devils              | AHL        | 11  | 2  | 1  | 3  | 18  | — | — | — | — | — |
| 2008–09    | Lowell Devils              | AHL        | 75  | 15 | 23 | 38 | 78  | — | — | — | — | — |
| 2009–10    | New Jersey Devils          | NHL        | 63  | 2  | 8  | 10 | 40  | 3 | 0 | 0 | 0 | 2 |
| 2010–11    | New Jersey Devils          | NHL        | 74  | 3  | 7  | 10 | 27  | — | — | — | — | — |
| 2011–12    | New Jersey Devils          | NHL        | 7   | 0  | 0  | 0  | 7   | — | — | — | — | — |
| 2011–12    | Anaheim Ducks              | NHL        | 45  | 2  | 1  | 3  | 9   | — | — | — | — | — |
| NHL totalt | NHL totalt                 | NHL totalt | 256 | 9  | 20 | 29 | 102 | 3 | 0 | 0 | 0 | 2 |